# San Angelo
San Angelo is een plaats (city) in de Amerikaanse staat Texas, en valt bestuurlijk gezien onder Tom Green County.

## Demografie
Bij de volkstelling in 2000 werd het aantal inwoners vastgesteld op 88.439.
In 2006 is het aantal inwoners door het United States Census Bureau geschat op 88.300, een daling van 139 (-0.2%).

## Geografie
Volgens het United States Census Bureau beslaat de plaats een oppervlakte van
150,9 km², waarvan 144,8 km² land en 6,1 km² water.

## Plaatsen in de nabije omgeving
De onderstaande figuur toont nabijgelegen plaatsen in een straal van 44 km rond San Angelo.